# Morena Baccarin
Morena Silva de Vaz Setta Baccarin (Rio de Janeiro, 2. lipnja 1979.) je brazilska glumica.

## Životopis
Prva filmska uloga joj je bila u komediji Parfem. Nakon toga glumila je lik Inare Serre, skupe priležnice u kultnoj ZF seriji Firefly Jossa Whedona te filmu Serenity iz 2005., kojim je okončan put likova iz Fireflya. Dobro odigrana, zapažena uloga donijela joj je brojne nove uloge kako u ZF serijama poput Zvjezdana vrata SG-1 (5 epizoda), Posjetitelji (jedna od glavne dvije ženske uloge), seriji Gotham 2014. u DC Comics svijetu Batmana, te u mainstream serijama poput Domovine. U filmu iz 2016. prema stripovskom junaku Deadpoolu glumila je glavnu žensku ulogu, Vanessu Carlysle.

## Filmografija

### Filmovi
- 2001.	Parfem
- 2001.	Way Off Broadway 	Rebecca
- 2002.	Roger Dodger 	djevojka u baru
- 2005.	Serenity 	Inara Serra
- 2008.	Death in Love 	Beautiful Woman
- 2008.	Stargate: The Ark of Truth	Adria
- 2009.	Stolen 	Rose Montgomery
- 2014.	Back in the Day 	Lori
- 2014.	Son of Batman 	Talia al Ghul
- 2015.	Spy 	Karen Walker
- 2016.	Batman: Bad Blood 	Talia al Ghul
- 2016.	Deadpool 	Vanessa Carlysle

### Televizija
- Firefly 2002. – 2003.
- Zvjezdana vrata SG-1 2006. – 2007.
- Posjetitelji 2009.
- Domovina 2011. – 2013.